# Meganaclia
Meganaclia là một chi bướm đêm trong họ Erebidae.

## Các loài
- Meganaclia sippia Plötz, 1880

## Former species
- Meganaclia carnea Hampson, 1898
- Meganaclia microsippia Strand, 1912
- Meganaclia perpusilla Walker, 1856